# Днестровская ГЭС

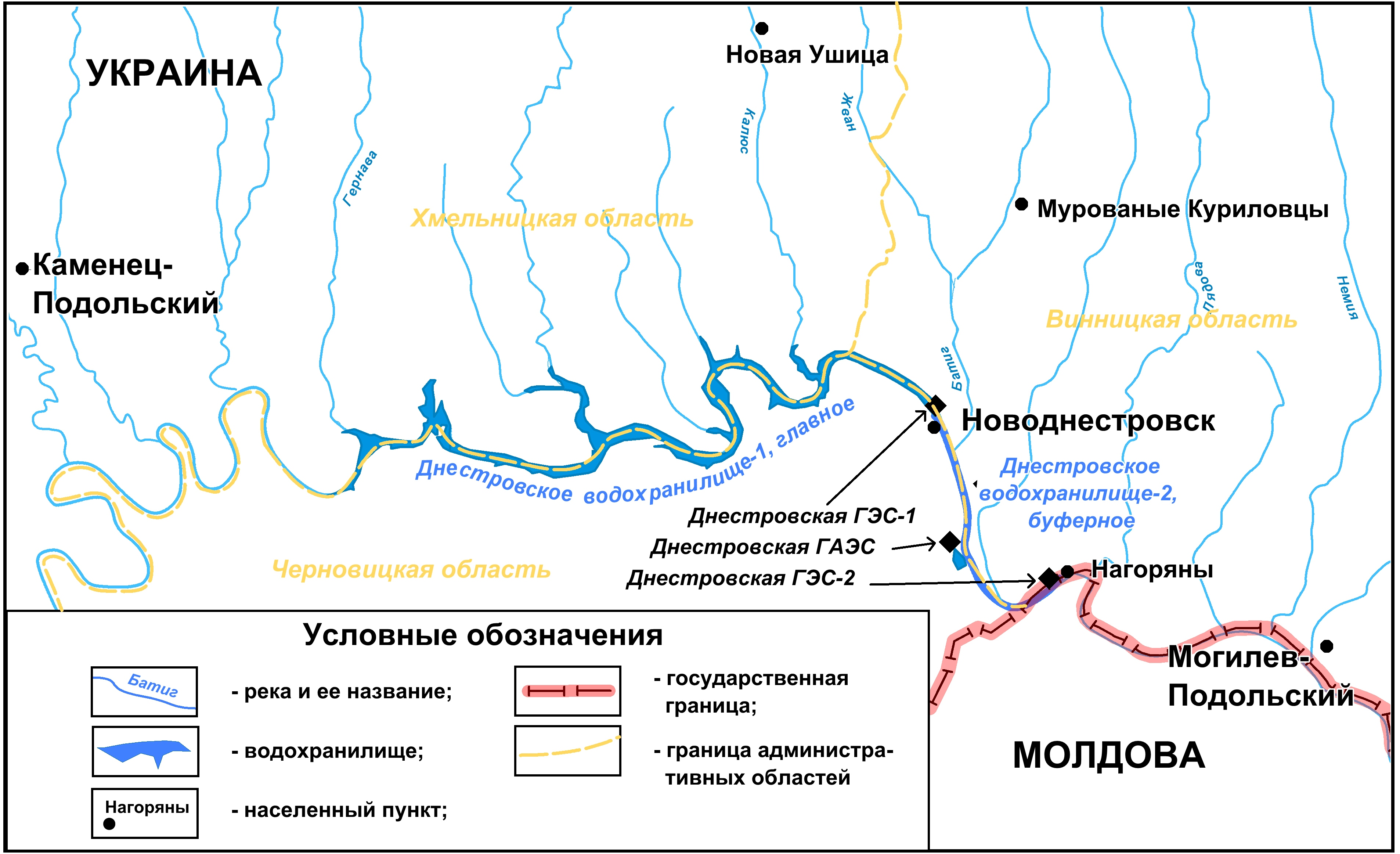
Днестровская ГЭС-1, Днестровская ГЭС-2 и Днестровская ГАЭС на р. Днестр

Днестровская ГЭС (укр. Дністровська ГЕС) — гидроэлектростанция на Днестре вблизи города Новоднестровска Черновицкой области Украины.

## Основные параметры
Уникальная по комплексному назначению, конструктивным особенностям, компоновочными решениями, составом и конструкцией оборудования. Генеральным проектировщиком является ЧАО «Укргидропроект».
Днестровская ГЭС расположена на юго-Западе Украины на р. Днестр. Основной особенностью сооружений Днестровской ГЭС является здание руслового типа, которое воспринимает относительно высокий напор (до 55 м) с водосливами над машинным залом — это позволило отказаться от строительства отдельной водосливной плотины.
Плотиной Днестровской ГЭС создано водохранилище, максимальная глубина которого составляет 54 м. Оно позволяет осуществлять сезонное регулирование стока Днестра.
Основными задачами Днестровского водохранилища является обеспечение компенсирующими попусками водоснабжения, орошения земель, борьба с наводнениями и выработка электроэнергии.
На правом берегу реки, вместе со строительством ГЭС, построен город энергетиков — Новоднестровск.

## История
Строительство Днестровской ГЭС началось в 1973 году. 29 июля 1977 строители Днестровской ГЭС изменили русло реки вблизи поселка Новоднестровск. В 1981 введено в эксплуатацию два первых гидроагрегата ГЭС установленной мощностью по 117 МВт каждый, а в 1983 году гидростанция достигла своей полной установленной мощности — 702 МВт.

## Технические характеристики
Сооружения Днестровской ГЭС расположены на расстоянии 678 км от устья Днестра. Плотина ГЭС создала водохранилище длиной 194 км с площадью зеркала 142 км² и объемом 3,0 млрд м³, в том числе полезным — 2,0 млрд м³. Максимальная глубина водохранилища — 124 м. Водохранилище позволяет осуществлять сезонное регулирование стока Днестра с переходом на многолетнее и обеспечить орошение 500 тыс. га пахотных земель. Кроме того, населенные пункты Молдовы и Украины, расположенные на берегах Днестра от ГЭС до Черного моря, не страдают от разрушительных действий паводков и весенних ледовых заторов.

## Современное состояние
Здание ГЭС является русловым, соединенным, водосливного типа, имеет открытый водослив расположенный над машинным залом. Оно состоит из трех двохагрегатних секций, каждая шириной 51 м и длиной 75 м. Высота здания — 80 м. Ширина каждого из двух входных и выходных отверстий проточной части турбин 7.5 м. Щитовая стенка верхнего бьефа обслуживается двумя козловыми кранами грузоподъемностью 2 х 200 тс, нижнего бьефа- мостовым краном грузоподъемностью 2 х 30 тс [1].
При форсированном подпорном уровне через водослив и работающие агрегаты ГЭС сбрасывается расчетный расход 13260 м3 / с (0,01 % обеспеченности).
В 1997 году начата реконструкция основного оборудования и гидротехнических сооружений ГЭС, в процессе реконструкции:
установлено шесть элегазовых генераторных выключателей с номинальным током отключения 100 кА в схеме распределительного устройства генераторного напряжения 13.8кВ и два высоковольтных элегазовых выключатели (производства французской фирмы «ALSTOM») на напряжение 330 кВ в сети подключения главных трансформаторов около № 2 и блока № 3,выполнена замена оборудования схем автоматики, защиты и сигнализации гидроагрегатов и верхнего уровня управления ГЭС системами на базе микропроцессорной техники производства фирмы «CEGELEC». На всех шести гидроагрегатах внедрена система диагностики и контроля температурного и вибрационного состояния опорных узлов турбины и гидрогенератора, что позволяет оперативно обнаружить и в автоматическом режиме локализовать нарушения динамического состояния конструкций гидроагрегата.
В 2007 году началась реализация II очереди реконструкции Днестровской ГЭС. Выполнена реконструкция основного и вспомогательного электротехнического оборудования ГЭС и ВРУ-330/110 кВ. Внедрена автоматизированная система контроля за состоянием сооружений и оборудования.